# William J. Murphy (Politiker, 1912)
William J. Murphy (* 12. März 1912 in Wallace, Shoshone County, Idaho; † 20. August 1993 in Coeur d’Alene, Idaho) war ein US-amerikanischer Politiker. Zwischen 1977 und 1979 war er Vizegouverneur des Bundesstaates Idaho.
Über die Jugend und Schulausbildung von William Murphy ist nichts überliefert. Auch über seinen Werdegang jenseits der Politik gibt es keine Angaben. Politisch schloss er sich der Demokratischen Partei an. Zwischen 1958 und 1972 saß er als Abgeordneter im Repräsentantenhaus von Idaho.
Im Januar 1977 wurde Gouverneur Cecil D. Andrus von US-Präsident Jimmy Carter zum neuen Innenminister ernannt. Daraufhin gab Andrus das Amt des Gouverneurs auf, das an seinen bisherigen Stellvertreter John V. Evans fiel. Dieser ernannte William Murphy zu seinem Vizegouverneur. Dieses Amt übte er zwischen dem 28. Januar 1977 und dem 1. Januar 1979 aus. Im Jahr 1978 wurde er nicht bestätigt.
Nach dem Ende seiner Zeit als Vizegouverneur ist Murphy politisch nicht mehr in Erscheinung getreten. Er starb am 20. August 1993 in Coeur d’Alene.